# Tsuruga

Tsuruga (敦賀市 Tsuruga-shi?) este un municipiu din Japonia, prefectura Fukui.